# TLC: Tables, Ladders & Chairs 2009
TLC: Tables, Ladders & Chairs 2009 è stata la prima edizione dell'omonimo evento in pay-per-view prodotto annualmente dalla WWE. L'evento si è svolto il 13 dicembre 2009 all'AT&T Center di San Antonio (Texas).
La particolarità dello show è stata quella di proporre come main event esclusivamente incontri riguardanti l'utilizzo legale di tavoli, scale e sedie. L'evento è stato scelto dai fan direttamente sul sito ufficiale della WWE, dove hanno dovuto scegliere tra questo o un altro pay-per-view avente Street Fight come main event.

## Storyline
Nella puntata di Raw del 23 novembre il General Manager della serata, Jesse Ventura, annunciò un Breakthrough Battle Royal match per la sera stessa, il cui vincitore avrebbe poi ottenuto un incontro per un titolo mondiale (il WWE Championship di Raw o il World Heavyweight Championship di SmackDown) in base al proprio roster d'appartenenza; la particolarità di tale match era, inoltre, quella di avere come partecipanti solo lottatori che non avevano mai conquistato un titolo massimo della federazione. Più avanti, durante lo show, Sheamus vinse l'incontro dopo aver eliminato per ultimo Kofi Kingston, diventando così il contendente n°1 del WWE Champion John Cena per TLC: Tables, Ladders & Chairs. Dopo che Sheamus aveva schiantato Cena attraverso un tavolo durante la firma del contratto per il loro match, Ventura rese l'incontro tra i due un Tables match con in palio il WWE Championship per TLC.
Nella puntata di Raw del 23 novembre la D-Generation X (Triple H e Shawn Michaels) sconfisse la Hart Dynasty (Tyson Kidd e David Hart Smith), diventando così i contendenti n°1 degli Unified WWE Tag Team Champions, i Jeri-Show (Chris Jericho e Big Show). Poco dopo, durante lo show, il General Manager della serata, Jesse Ventura, sancì un Tables, Ladders and Chairs match tra i Jeri-Show e la DX con in palio lo Unified WWE Tag Team Championship per TLC.
Nella puntata di ECW del 24 novembre Shelton Benjamin sconfisse Zack Ryder, diventando così il contendente n°1 dell'ECW Champion Christian. Un Ladder match tra Christian e Benjamin con in palio l'ECW Championship fu poi annunciato per TLC.
Nella puntata di SmackDown del 4 dicembre Batista sconfisse Kane per count-out dopo averlo colpito con una sedia, diventando così lo sfidante del World Heavyweight Champion The Undertaker. Un match tra The Undertaker e Batista con in palio il World Heavyweight Championship fu quindi sancito per TLC. Successivamente, l'incontro di TLC tra i due fu modificato in un Chairs match.
Nella puntata di SmackDown del 4 dicembre Drew McIntyre sconfisse l'Intercontinental Champion John Morrison in un incontro non titolato. Un match tra i due con in palio l'Intercontinental Championship fu poi annunciato per TLC.
Il 22 novembre, a Survivor Series, il team capitanato da Kofi Kingston, che includeva anche l'ECW Champion Christian, Mark Henry, Montel Vontavious Porter e R-Truth, sconfisse il team capitanato da Randy Orton, che includeva anche CM Punk, William Regal e i suoi alleati della Legacy (Cody Rhodes e Ted DiBiase), in un 5-on-5 Traditional Survivor Series Elimination match. Nella puntata di Raw del 30 novembre Orton sconfisse Kingston dopo che questi era stato attaccato da Rhodes e DiBiase prima che iniziasse l'incontro. Nella puntata di Raw del 7 dicembre Kingston sconfisse Orton grazie all'aiuto dell'arbitro speciale del loro match: il General Manager della serata, Mark Cuban. Subito dopo, Cuban stesso sancì un match tra Orton e Kingston per TLC.
Nella puntata di SmackDown del 4 dicembre Mickie James vinse un Triple Threat match che includeva anche Beth Phoenix e Natalya, diventando così la contendente n°1 della Women's Champion Michelle McCool. Un match tra la McCool e la James con in palio il Women's Championship fu dunque annunciato per TLC.

## Risultati
| #    | Incontri                                                               | Stipulazioni                                                              | Durata |
| ---- | ---------------------------------------------------------------------- | ------------------------------------------------------------------------- | ------ |
| Dark | R-Truth (con Goldust) ha sconfitto CM Punk (con Luke Gallows e Serena) | Single match                                                              | 08:12  |
| 1    | Christian (c) ha sconfitto Shelton Benjamin                            | Ladder match per l'ECW Championship                                       | 18:05  |
| 2    | Drew McIntyre ha sconfitto John Morrison (c)                           | Single match per il WWE Intercontinental Championship                     | 10:19  |
| 3    | Michelle McCool (c) (con Layla) ha sconfitto Mickie James              | Single match per il WWE Women's Championship                              | 07:31  |
| 4    | Sheamus ha sconfitto John Cena (c)                                     | Tables match per il WWE Championship                                      | 16:19  |
| 5    | The Undertaker (c) ha sconfitto Batista                                | Chairs match per il World Heavyweight Championship                        | 13:14  |
| 6    | Randy Orton ha sconfitto Kofi Kingston                                 | Single match                                                              | 13:11  |
| 7    | Shawn Michaels e Triple H ha sconfitto Big Show e Chris Jericho (c)    | Tables, ladders and chairs match per lo Unified WWE Tag Team Championship | 22:32  |